# The Boys: La storia dei fratelli Sherman
The Boys: la storia dei Fratelli Sherman (The Boys: the Sherman Brothers' story) è un film documentario del 2009, scritto e diretto dai cugini Greg e Jeff Sherman. Prodotto da Walt Disney Pictures con Crescendo/Traveling light productions, racconta la vita, la storia e il lavoro di Richard e Robert Sherman, grandi compositori di colonne sonore e storici collaboratori di Walt Disney.

## Trama
I cugini Jeff (figlio di Richard) e Greg (figlio di Robert) Sherman si rivedono dopo quarant'anni all'inizio degli anni 2000 durante un evento a cui i rispettivi padri sono invitati. I due compositori, gli Sherman Brothers, infatti, pur continuando la loro collaborazione artistica e pubblica, hanno interrotto quasi ogni rapporto personale tra le rispettive famiglie. I figli decidono di raccontare la storia dei due padri.
Attraverso video d'epoca, interviste agli Sherman Brothers e a figure come Julie Andrews, Dick Van Dyke, Roy E. Disney, Alan Menken e altri artisti, collaboratori o semplici ammiratori del duo, viene ripercorsa la storia di Dick e Bob, di come si è formata la coppia artistica e del declino del loro legame personale.

## Produzione
Il documentario nasce dalla volontà e il desiderio di Jeffrey e Gregory Sherman di raccontare per bene e con completezza la storia degli Sherman Brothers, attraverso la voce loro e di coloro che hanno collaborato con i due negli anni. La speranza, espressa al termine del film, era quella di portarli ad una riconciliazione dopo decenni di rottura personale, ma neanche la reunion, avvenuta durante un evento a Londra, li ha portati a riappacificarsi.

## Distribuzione
In patria il film è stato presentato al San Francisco Film Festival e al Newport Beach Film Festival, per poi essere distribuito in tre sale  il 22 maggio 2009. In Italia il documentario, mai doppiato, è stato reso disponibile su alcune piattaforme e dal 2020 è stabilmente presente nel catalogo di Disney+.